# Родное (Изюмский район)
Родно́е (укр. Рідне; до 2016 г. Ильичёвка) — село, Ильичовский сельский совет, Барвенковский район, Харьковская область, Украина.
Код КОАТУУ — 6320483701. Население по переписи 2001 г. составляет 632 (310/322 м/ж) человека.
Является административным центром Ильичовского сельского совета, в который, кроме того, входят сёла
Дибровное,
Курулька,
Новая Дмитровка и
Пашково.

## Географическое положение
Село Родное находится на юге Харьковской области в 10-и км от г. Барвенково рядом с автомобильной дорогой Т-2122.
В 1976 году село входило в Новодмитровский сельсовет.

## Экономика
- В селе есть несколько овце-товарных ферм.
- Несколько небольших глиняных и песчаных карьеров.
- Больница.

## Культура
- Школа.
- Дом культуры.

## Достопримечательности
- Несколько братских могил.